# Guerra não convencional

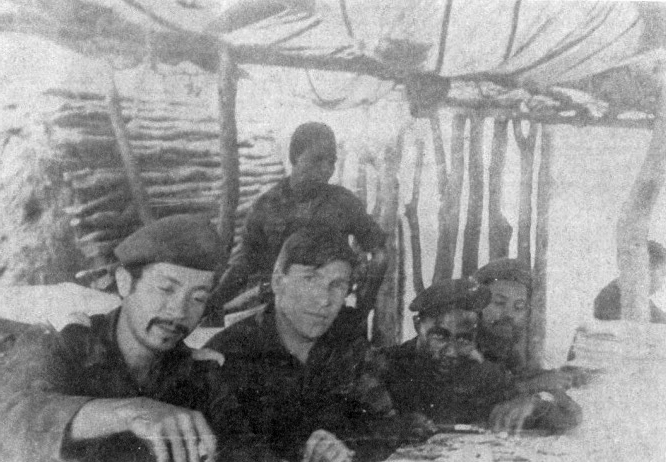
Instrutores soviéticos treinando guerrilheiros da SWAPO em Angola, década de 70

Guerra não convencional (em inglês, unconventional warfare ou UW) é a modalidade de guerra conduzida com ou através de forças irregulares, na qual, ocorre a criação e/ou fortalecimento de um movimento armado de resistência, revolução ou insurgência com o intuito de perturbar, coagir, enfraquecer ou vencer uma guerrilha ou governo inimigo. Às missoes das forças irregulares na Guerra Não Convencional, abrangem um leque vasto de tarefas, exigindo de seus operadores conhecimentos diversificados, profundo espírito de corpo bem como preparações e adestramentos constantes.
Segundo o Manual de Treinamento das Forças Especiais para Guerras não Convencionais do  Exército dos Estados Unidos, nas guerras não convencionais destinam-se a explorar as vulnerabilidades políticas, militares, econômicas e  psicológicas de uma potência considerada hostil, desenvolvendo e apoiando as forças de resistência,  sempre com vistas à realização dos objetivos estratégicos dos EUA. Historicamente, a finalidade da guerra não convencional era principalmente apoiar movimentos de resistência, em cenários de grandes guerras convencionais, tais como a Segunda Guerra Mundial. Embora isso também continue valendo, após o fim da II Guerra Mundial as forças dos Estados Unidos  passaram a empregar, cada vez mais, meios não convencionais, em cenários  de guerra limitada, isto é, circunscrita a uma dada região, como foi o caso, por exemplo, da guerra do Vietnam e da guerra das Malvinas. Segundo o Manual, "num futuro previsível, as forças dos EUA se engajarão predominantemente em operações de guerras irregulares".
Num ambiente de combate convencional, as forças se opõem umas às outras, desdobrando suas unidades em grandes esquemas de manobra, e  os combatentes de cada exército são identificados por seus uniformes.
A guerra não convencional visa a obtenção vantagens significativas em situações que, sem o uso das forças especiais, gerariam combates longos e desgastantes para serem obtidas. Seus integrantes podem não andar fardados, às vezes até se passar por pessoas que não são, realizar ações de grande vulto e grande poder destrutivo dentro de perímetros até então inatingíveis pelas tropas regulares. Podem também assessorar grandes comandos militares identificando lideranças nocivas em meios hostis, podem localizar e balizar alvos compensadores para bombardeios e sabotagens, operar psicologicamente as massas por meio de veículos da mídia, gerando opinião pública tendenciosa e insuflar civis, dentro de território inimigo, para provocar insurreições e revoluções armadas.